# 코모도어 16

코모도어 16의 원래 상자

코모도어 16(Commodore 16)은 코모도어 인터내셔널에서 6502 호환 7501 또는 8501 CPU를 사용하여 만든 가정용 컴퓨터로, 1984년에 출시되었으며 VIC-20을 대체할 보급형 컴퓨터로 기획되었다. 비용 절감형 버전인 코모도어 116은 주로 유럽에서 판매되었다.
C16과 C116은 상위 기종인 플러스/4와 같은 계열에 속하며 내부적으로 매우 유사하다(p. 24) (하지만 RAM이 64KB 대신 16KB로 적고, 플러스/4의 사용자 포트와 Three-Plus-One 소프트웨어가 없다). 소프트웨어는 C16의 더 작은 RAM에 맞고 플러스/4의 사용자 포트를 사용하지 않는 한 일반적으로 세 모델 모두에서 호환된다.
C16은 미국 시장에서 실패했지만, 일부 유럽 국가와 멕시코에서는 어느 정도 성공을 거두었다.

## 의도
C16은 타이멕스 코퍼레이션, 마텔, 텍사스 인스트루먼트 (TI) 등에서 출시된 100달러 미만의 다른 컴퓨터들과 경쟁하기 위해 기획되었다. 타이멕스와 마텔의 컴퓨터는 VIC-20보다 저렴했고, VIC-20은 더 나은 확장성, 풀 트래블 키보드, 그리고 경우에 따라 더 많은 메모리를 제공했지만, C16은 이러한 장점을 개선할 기회를 제공했다. TI-99/4A는 코모도어의 VIC-20과 코모도어 64 사이의 가격대였고, 기능면에서도 그 중간 정도였지만, TI는 가격을 낮추고 있었다. 이론적으로 C16은 노후된 VIC-20보다 TI-99/4A에 더 가까운 경쟁 상대였다.
코모도어의 사장 잭 트라미엘은 하나 이상의 일본 회사가 소비자 지향 컴퓨터를 출시하여 모든 회사의 가격을 무너뜨릴 것을 우려했다. 일본 회사들은 곧 미국 비디오 게임 콘솔 시장을 지배하게 되었지만, 가정용 컴퓨터 분야에서의 예상했던 지배는 결코 현실화되지 않았다. 또한 타이멕스, 마텔, TI는 C16이 출시되기 전에 컴퓨터 시장에서 철수했다.

## 설명
외형적으로 C16은 VIC-20과 코모도어 64와 닮았지만, 짙은 회색 또는 짙은 갈색 케이스에 밝은 회색 키를 가지고 있다. 키보드 레이아웃은 이전 모델들과 약간 다르며, ESC 키와 커서 키 4개가 추가되어 C64와 VIC-20이 PET 시리즈에서 물려받은 시프트 키 배열을 대체했다. C16은 어떤 면에서는 코모도어 64와 VIC-20보다 빠르다. 프로세서는 약 75% 더 빠른 속도로 실행되며, 베이직 인터프리터에는 전용 그래픽 명령이 포함되어 있어 이미지 그리기가 훨씬 빠르다.
이 시스템은 TED 칩을 중심으로 설계되었으며, NTSC 및 PAL 비디오, 사운드 및 DRAM 리프레시 기능을 포함했다. 디자이너에 따르면 "1980년대에 가능한 한 단일 칩 컴퓨터에 가깝게 만들려 했다"고 하지만,(p. 38) CPU, RAM, ROM 및 일부 글루 로직은 여전히 자체 개별 칩에 있었다. (이는 당시의 마이크로컨트롤러보다 훨씬 덜 통합된 것이었지만, 그들은 일반적으로 비디오 및 사운드 기능을 제공하지 않았다.)
C16은 16 KB의 RAM을 가지고 있으며, 이 중 12KB는 내장 BASIC 인터프리터에서 사용할 수 있다. TED 칩은 121가지 색상의 팔레트를 제공했는데, 이는 코모도어 64의 VIC-II 비디오 칩의 16가지 색상보다 훨씬 많았지만, VIC-II의 스프라이트 기능은 없었으며 사운드 기능은 코모도어 64에 사용된 SID만큼 발전하지 못했다.
실용적인 사용자 관점에서 C16에 부족한 세 가지 주요 기능은 모뎀 포트, VIC-20/C64 호환 데이터셋 및 게임 포트이다. 코모도어는 C16 계열 전용 데이터셋(코모도어 1531)과 조이스틱을 판매했지만, 핀은 코모도어 64에 사용된 것과 동일하므로 간단한 어댑터를 사용하여 사용할 수 있으며, 실제로 코모도어는 초기 생산 이후 코모도어 64용으로 설계된 C2N 데이터셋이 장착된 코모도어 16 모델을 어댑터와 함께 판매했다. 조이스틱 포트를 변경한 이유는 크기를 줄이기 위함이었다. C16의 직렬 포트(코모도어의 독점적인 "직렬 CBM-488 버스")는 VIC-20 및 코모도어 64에 사용된 PET IEEE 인터페이스의 변형으로, 프린터와 디스크 드라이브를 구형 기기와 교환할 수 있음을 의미했다. 직렬 인터페이스였기 때문에 적절한 인터페이스를 통해 모뎀을 연결할 수 있었다. 부분적으로는 비용상의 이유로 모뎀 및 기타 장치용으로 설계된 사용자 포트는 C16에서 생략되었다(하지만 연결부는 시스템 보드에 여전히 존재했다). 플러스/4보다 저렴했음에도 불구하고 C16의 키보드는 품질이 더 높고 타이핑하기 더 쉬웠다.

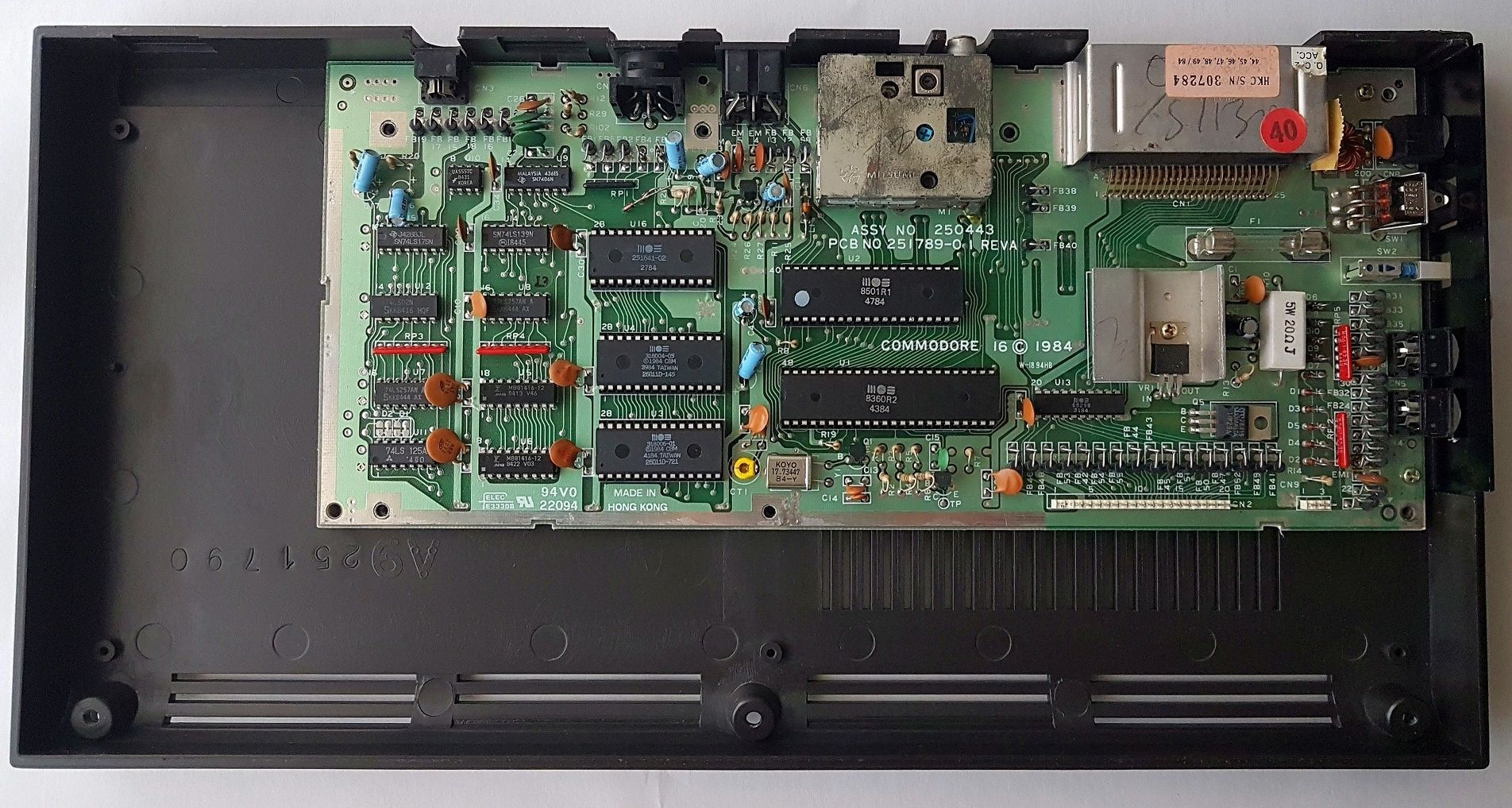
코모도어 16 메인 PCB, 표준 버전

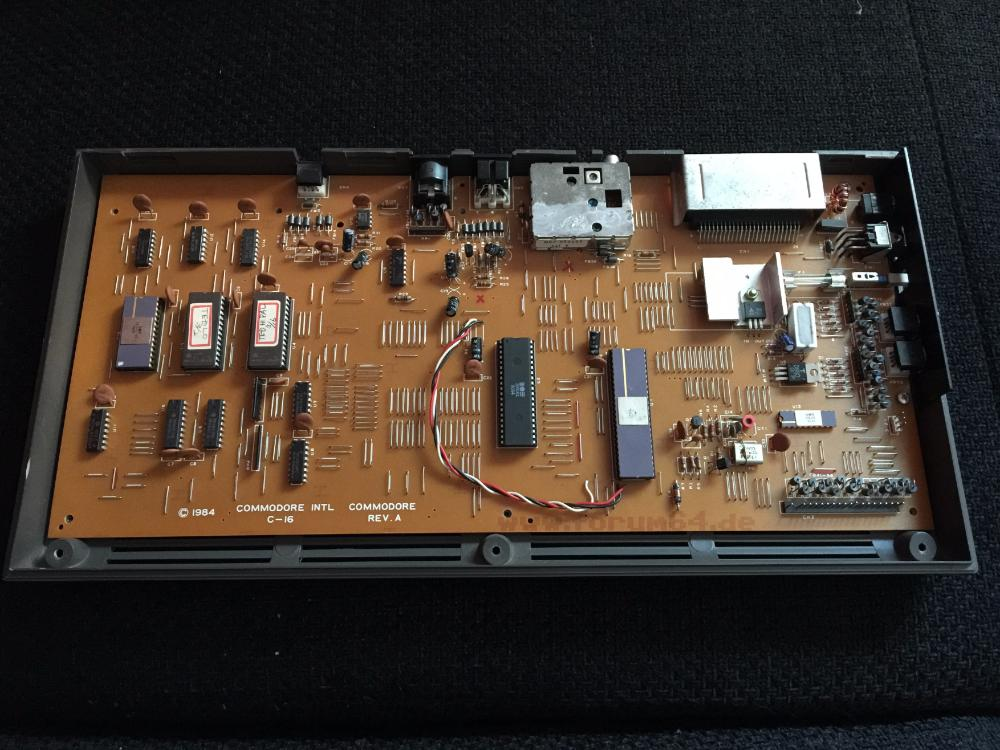
초기 코모도어 16 단층 PCB (프로토타입), 일반 시리즈 모델에는 사용되지 않음

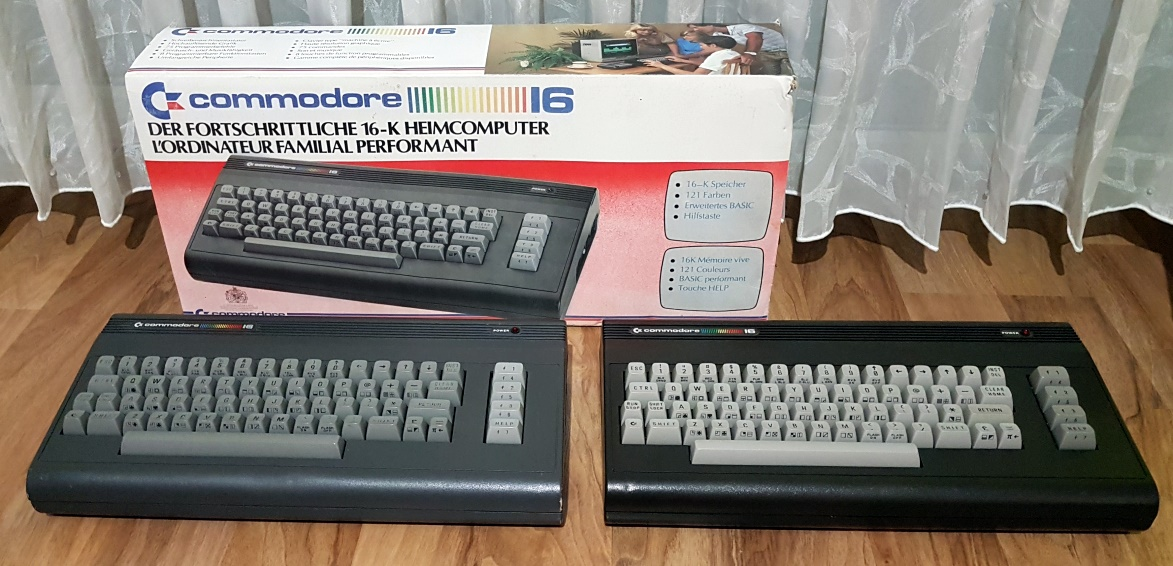
유럽 박스, 코모도어 16 프로토타입 (하단 왼쪽) 및 검은색 케이스의 일반 시리즈 모델

코모도어 16은 그 계열의 세 컴퓨터 중 하나이다. 훨씬 덜 성공한 코모도어 116은 기능적으로나 기술적으로 유사하지만, 고무 칙릿 키보드가 달린 더 작은 케이스로 출시되었으며 유럽에서만 판매되었다. 이 계열의 주력 제품인 코모도어 플러스/4는 유사한 케이스로 출시되었지만, 59키 풀 트래블 키보드(PET에서 물려받은 VIC-20 및 C64의 두 키 + 시프트 키 방식과 대조되는, 특별히 광고된 네 개의 키로 구성된 "커서 키 다이아몬드" 포함), 64KB RAM, 모뎀 포트, 그리고 내장된 보급형 오피스 제품군 소프트웨어를 가지고 있다. 공장 출하 시 16K가 장착되었지만, C16을 64K로 수정할 수 있었고, 이는 사용자 포트나 내장 프로그램을 필요로 하는 응용 프로그램을 제외한 모든 플러스/4 소프트웨어를 실행할 수 있게 했다.
C16에는 메모리 확장 포트가 있었는데, 기기에는 카트리지 포트로 표시되어 있지만, 설명서에는 메모리/카트리지 포트로 언급되어 있다. 코모도어는 C16용 메모리 확장을 판매한 적이 없지만, 타사 개발자로부터 구할 수 있었다. 64KB를 사용하면 C16은 플러스/4에 내장된 소프트웨어를 제외하고는 플러스/4와 동일하다.
하드웨어 디자이너 빌 허드는 C116이 이 컴퓨터 계열의 원래 구성원이자 잭 트라미엘이 엔지니어링 부서에 부여한 원래 비전이라고 언급한다. 이것은 49달러에서 79달러에 판매되도록 설계되었다. C16과 플러스/4는 나중에 나왔으며, 트라미엘이 코모도어를 떠난 후 회사가 새로운 컴퓨터 계열을 어떻게 할 것인지 알아내려고 노력하면서 주로 추진되었다.
C16 개발 초기 단계에서 코모도어는 비용 절감 시도로 단층 PCB를 내장할 계획이었으며, 이러한 PCB의 제조 비용은 약 12달러였다. 그러나 이러한 계획은 기술적인 문제로 인해 나중에 폐기되었을 수 있다. 코모도어가 컴퓨터 내부에 단층 PCB를 사용하려는 최초이자 유일한 시도였으며, 그러한 PCB는 단 하나만 보존된 것으로 알려져 있다.

## 시장 성과
C16은 미국에서 큰 실패를 겪었고 1년 만에 단종되었지만, 유럽에서는 저가형 게임기(모든 C16 소프트웨어의 90% 이상이 유럽 개발자에 의해 생산됨)로, 멕시코에서도 상당히 잘 팔렸다.
C16의 미국 시장 실패는 소프트웨어 지원 부족, C64와의 비호환성, 그리고 경쟁사들이 시장에서 철수한 후 코모도어에게 중요성이 떨어졌기 때문일 가능성이 크다.
총 100만 대의 플러스/4, C16, C116이 판매되었으며, 이 중 후자 두 모델이 전체 판매량의 약 60%를 차지했다.
1986년부터 남은 C16, C116 및 플러스/4 재고는 동구권 시장, 주로 헝가리에서 훨씬 저렴한 가격에 판매되었다. 헝가리는 당시 가정용 컴퓨터를 생산하지 않았으며, 소련 및 불가리아 모델은 대부분의 헝가리인에게 너무 비쌌고, 동독 모델은 개인에게 판매되지 않았으며, 대부분의 서방 모델은 전혀 구할 수 없었다. 따라서 코모도어의 이러한 움직임은 헝가리의 많은 사람들에게 컴퓨터를 소유할 첫 번째 기회가 되었다. 이는 1990년대까지 이어진 팬층을 형성했으며, 인기 있는 코모도어 64 프로그램의 여러 비공식 포트가 제작되는 데 기여했다.

### 멕시코
멕시코에서 C16은 1985년 초부터 1992년까지 초보자용 컴퓨터로 판매되었다. 아우레라 슈퍼마켓은 코모도어 USA의 현지 유통업체인 Grupo Sigma S.A.와 함께 이 컴퓨터를 유통했다. 이 컴퓨터는 "시그마-코모도어 16"으로 마케팅되었다(멕시코에서 판매된 다른 모든 코모도어 컴퓨터도 같은 명칭을 사용했다). 기본적으로 이 모델은 미국/유럽 C16과 동일하다. 스페인어 작성을 위한 "Ñ" 키가 없다는 점을 제외하면 유일한 차이점은 맞춤형 레이블이다.
아우레라 슈퍼마켓은 코모도어 컴퓨터 프로그래밍 방법에 대한 소프트웨어, 주변 기기 및 서적도 판매했다. 이 모든 상품은 "엘 우니베르소 데 라 콤퓨타시온(컴퓨터 과학의 우주)"이라고 불리는 전자제품 코너의 특별 매대에 진열되었다. 멕시코에서 코모도어의 성공은 아우레라 슈퍼마켓이 매장에서 누구나 기기를 시험해 볼 수 있도록 허용했기 때문에 가능했으며, 사람들은 게임을 하고 비공식 컴퓨터 클럽에서 프로그램을 교환하기 위해 모였다.
1985년부터 1989년 사이에 아우레라 슈퍼마켓, Grupo Sigma 및 코모도어의 후원으로 최소 4번의 연례 소프트웨어 공모전이 개최되었다. 이 대회에는 C16, C64, C128 및 아미가용 프로그래밍, 맞춤형 하드웨어 및 컴퓨터 그래픽스 부문이 있었다. 상금으로는 현금, 코모도어 소프트웨어 및 하드웨어, 그리고 Grupo Sigma에서 현지 시장에 소프트웨어를 출판할 권리가 포함되었다. 대회 우승자들은 멕시코 내에서만 판매가 제한되었기 때문에, 그 결과로 나온 원본 소프트웨어는 거의 찾을 수 없다.
Grupo Sigma는 1993년 중반에 성장하는 (그리고 더 수익성이 높은) IBM PC 호환기종 시장을 위해 브랜드 지원을 중단했다.

## 비디오
8 휘도에 15가지 색상이 있어 120가지 색조와 검정색이 제공된다.
- 고해상도:
  - 8 × 8 픽셀 블록당 2가지 색상으로 320 × 200.
  - 화면당 색상 제한 없음.

- 멀티컬러
  - 블록당 4가지 색상으로 160 × 200.
  - 색상 제한 없음.

- 텍스트
  - 8×8 픽셀의 40 × 25 텍스트.

- 스프라이트
  - 하드웨어 스프라이트 없음

## 같이 보기
- 코모도어 16 게임 목록
- C16 게임
- PETSCII 문자 집합